# Vittadinia
Vittadinia is een geslacht uit de composietenfamilie (Asteraceae). De soorten komen voor van Australazië tot in Nieuw-Caledonië.

## Soorten
- Vittadinia australasica (Turcz.) N.T.Burb.
- Vittadinia australis A.Rich.
- Vittadinia blackii N.T.Burb.
- Vittadinia burbidgeae A.M.Gray & Rozefelds
- Vittadinia cervicularis N.T.Burb.
- Vittadinia condyloides N.T.Burb.
- Vittadinia constricta N.T.Burb.
- Vittadinia cuneata DC.
- Vittadinia decora N.T.Burb.
- Vittadinia dentata (Gaudich.) DC.
- Vittadinia dissecta (Benth.) N.T.Burb.
- Vittadinia eremaea N.T.Burb.
- Vittadinia gracilis (Hook.f.) N.T.Burb.
- Vittadinia humerata N.T.Burb.
- Vittadinia megacephala (F.Muell. ex Benth.) J.M.Black
- Vittadinia muelleri N.T.Burb.
- Vittadinia nullarborensis N.T.Burb.
- Vittadinia pterochaeta (F.Muell. ex Benth.) J.M.Black
- Vittadinia pustulata N.T.Burb.
- Vittadinia simulans N.T.Burb.
- Vittadinia spathulata F.Muell. ex Sond.
- Vittadinia sulcata N.T.Burb.
- Vittadinia tenuissima (Benth.) J.M.Black
- Vittadinia triloba DC.